# Волкодав Яр
Волкодав Яр — балка (овраг) в Россошанском районе Воронежской области России. Верховья балки лежат в деревне Шекаловка, где устроено два пруда, ниже на ней расположена деревня Новосёловка. Другая ветка балки начинается у деревни Волкодав, где также находится пруд. В средней части балки имеется колодец, глубиной около 5 м. Заканчивается балка у села Лизиновка выходом к реке Свинуха на правый её берег в 12 км от устья.
По балке протекает пересыхающий в сухое время года водоток длиной 12 км, площадью водосборного бассейна 76 км².

## Данные водного реестра
В данных государственного водного реестра России данный водоток — река оврага Волкодавов относится к Донскому бассейновому округу, водохозяйственный участок реки — Дон от города Павловск и до устья реки Хопёр, без реки Подгорная, речной подбассейн реки — бассейны притоков Дона до впадения Хопра. Речной бассейн реки — Дон (российская часть бассейна).
Код объекта в государственном водном реестре — 05010101212107000004508.